# Nie ma autostrad w chmurach
Nie ma autostrad w chmurach (ang. No Highway in the Sky) − brytyjski film katastroficzny z 1951 roku w reżyserii Henry'ego Kostera.

## O filmie

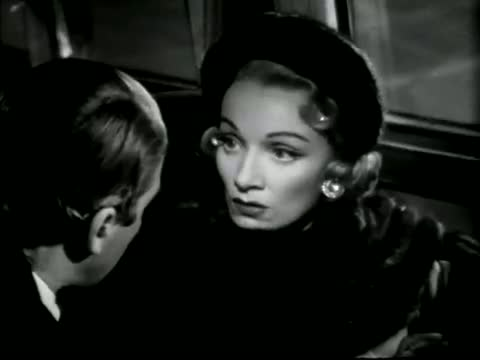
Marlene Dietrich i James Stewart

Film miał oryginalnie nazywać się No Highway i pod takim też tytułem produkcja ukazała się w Wielkiej Brytanii. Obraz kręcono w 1950 roku w hrabstwie Hampshire w Anglii. Fabuła oparta została na podstawie powieści No Highway brytyjskiego pisarza Nevila Shute'a. Film wyreżyserował Henry Koster, a w rolach głównych pojawili się James Stewart i Marlene Dietrich, która wcieliła się w rolę gwiazdy filmowej.

## Obsada
- James Stewart – Theodore Honey
- Marlene Dietrich – Monica Teasdale
- Glynis Johns – Marjorie Corder
- Jack Hawkins – Dennis Scott
- Janette Scott – Elspeth Honey
- Elizabeth Allan – Shirley Scott
- Ronald Squire – Sir John
- Jill Clifford – Peggy

## Oceny
| Źródło             | Ocena     |
| ------------------ | --------- |
| AllMovie           | [ 1 ]     |
| The New York Times | pozytywna |